# スレーシュ・オベロイ
スレーシュ・オベロイ（Suresh Oberoi、1946年12月17日 - ）は、インドの俳優。ラジオ番組で活動して後にボリウッドに活動の拠点を移し、性格俳優として1980年代から1990年代にかけて人気を集めた。世界精神医学会の親善大使を務めている。

## 生い立ち
バローチスターン主席弁務官領クエッタでカトリのアナンド・アルップ・オベロイとカルタル・デヴィの息子として生まれる。スレーシュが生まれて間もなく、オベロイ家はインド・パキスタン分離独立のためインド・ハイデラバードに移住し、医療品店を開業した。スレーシュは同地の聖ジョージ・グラマースクールに通い、スポーツに関心を示した。彼はテニスと水泳の大会で優勝するなど優秀な成績を収め、さらにボーイスカウトとして大統領賞を受賞している。高校卒業直後に父と死別し、兄弟と共に医療品店の経営を引き継いだ。

## キャリア

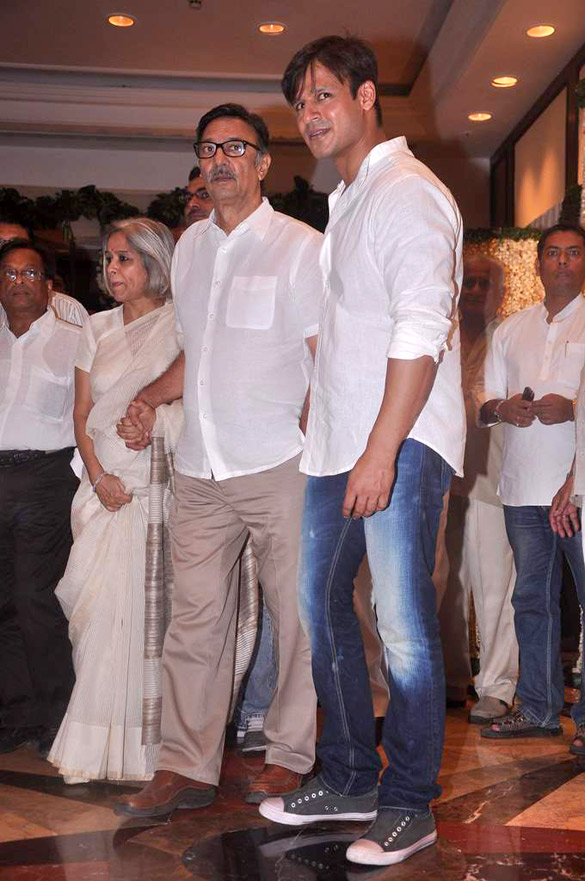
ラージェーシュ・カンナーの葬儀に参列するスレーシュ、ヤショーダラー、ヴィヴェーク（2012年）

スレーシュは以前から演劇に強い関心を抱いていたが、父の急死のため俳優の道に進む機会に恵まれなかった。1974年に俳優を目指してインド映画テレビ研究所に入所し、1976年に卒業している。結婚後にムンバイに移住し、ラジオ番組での活動を通して好評を集め、その後は広告モデルとしても活動して1970年代の人気モデルの一人になった。
1977年に『Jeevan Mukt』で映画デビューした。1980年に『Ek Baar Phir』で主演デビューするが、興行的には失敗している。1979年から1980年にかけて『Kartavya』『Ek Baar Kaho』『Surakksha』『Khanjar』などのヒット作に出演した。1980年にラージェーシュ・カンナー主演の『Phir Wahi Raat』で演じた警察官アショーク・ヴァルマ役で知名度を上げた。
1981年に出演した『Laawaris』ではフィルムフェア賞 助演男優賞にノミネートされた。この他に『Namak Halaal』『Kaamchor』『Vidhaata』などで助演俳優として出演した後、ラヴィ・チョープラーの『Mazdoor』で主要キャストに起用され、ディリープ・クマールと共演した。性格俳優としてのスレーシュの演技が最も高く評価されたのは、シャクティ・サマンタが監督した『Awaaz』で演じた警察官アミット・グプタ役であり、1984年には『Ghar Ek Mandir』で再びフィルムフェア賞 助演男優賞にノミネートされた。これ以降も『Ek Nai Paheli』『Kanoon Kya Karega』『Sharaabi』『Jawab』などに出演し、1985年にはケタン・メータの『真っ赤なスパイス』で国家映画賞 助演男優賞、ベンガル映画ジャーナリスト協会賞 助演男優賞を受賞した。1998年の日本映画『プライド・運命の瞬間』にラダ・ビノード・パール役で出演した。

## 家族
1974年8月1日にマドラスでヤショーダラーと結婚し、彼女との間に息子ヴィヴェーク・オベロイ、娘メグナーをもうけた。ヤショーダラーはパンジャーブ人の実業家一家の出身である。兄クリシャン・オベロイの息子アクシャイ・オベロイもボリウッドで俳優として活動している。